# Aubette
Il palazzo dell'Aubette di Strasburgo è un grande immobile di fattura classica, situato a nord di Piazza Kléber, la piazza centrale di Strasburgo. Antico edificio militare, poi centro ricreativo, fu costruito dal 1765 al 1778.
Il palazzo dell'Aubette ebbe per quasi un secolo una destinazione militare: era utilizzato per ospitare gli alloggi dei militari e un corpo di guardia. Il suo nome corrisponde senz'altro ad uno dei significati più antichi della parola aubette (rifugio). 
L'Aubette è classificato monumento storico dal 1929, così come nel 1985 e 1989

## Un elemento di un vasto progetto d'abbellimento
Questo palazzo faceva parte di un progetto elaborato da Jacques-François Blondel, architetto del re, nel quadro di un piano generale destinato a modernizzare e abbellire la città.
La congiuntura prerivoluzionaria e la mancanza di denaro ostacolarono questo progetto ambizioso, che non sarà concretizzato che con la costruzione dell'Aubette.
Nel XIX secolo, l'Aubette ospitò l'ufficio dello stato maggiore e un caffè-concerto al primo piano. Cedette il suo posto nel 1869 al museo municipale di pittura e di scultura.

## Ristrutturazione e nuova destinazione

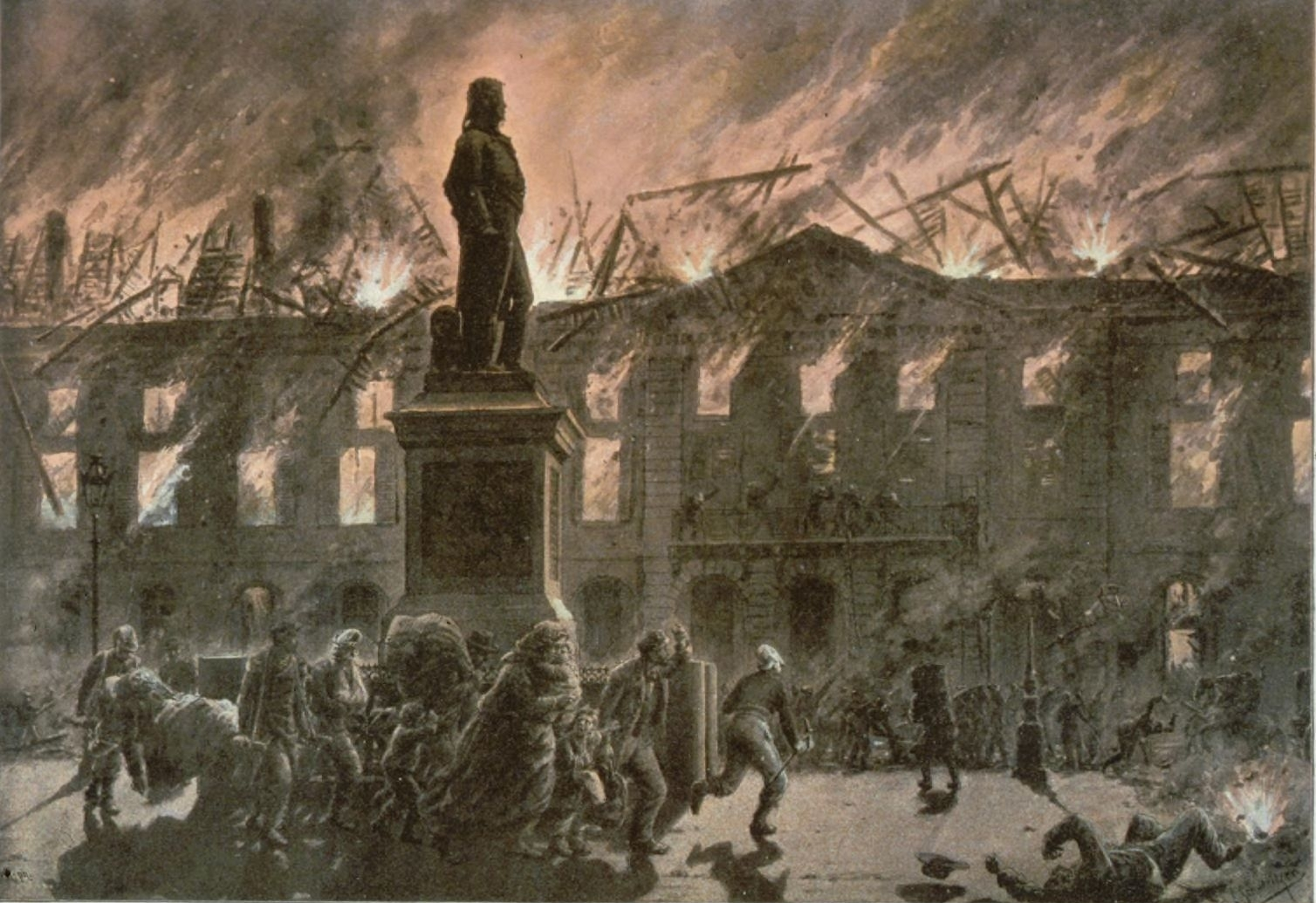
Incendio dell'Aubette nella notte del 24 agosto 1870 (Èmile Schweitzer)

Dopo la guerra franco-germanica del 1870, le truppe tedesche assediarono la città e la bombardarono. Il 24 agosto 1870, l'Aubette e il suo museo furono vittime di un violento incendio, che lasciò intatta solo la facciata.
L'architetto ufficiale della città di Strasburgo, Jean Geoffrey Conrath, diresse la ricostruzione a partire dal 1873 e conservò la facciata con delle aggiunte scolpite e realizzò un nuovo tetto in ardesia. La facciata venne ornata di medaglioni che rappresentano i ritratti di celebri musicisti (Mozart, Haendel, Gluck, Mendelssohn...) La ricostruzione finì nel 1877.
La costruzione ospitò allora al pianterreno delle boutique e al primo piano il conservatorio di musica così come una grande sala da concerti.

## Un monumento all'avanguardia degli anni 1920
Nel 1922, i fratelli Paul e André Horn, concessionari dell'ala destra del palazzo, progettarono d'installare una vasto complesso dove si trovavano ristoranti e centri ricreativi, con una decina di sale, con un bar americano, una pista da ballo, un ristorante, una sala da biliardo, un cine-danza, una sala per feste e un foyer-bar. 
La progettazione venne affidata a Theo van Doesburg, in collaborazione con Jean Arp e sua moglie, Sophie Taeuber-Arp. Misero allora tra il 1926 e il 1928 in pratica le teorie del movimento olandese De Stijl, allora in voga in Europa, sulla progettazione dello spazio e dei decori.
Sul piano artistico, l'Aubette ospitò uno dei progetti più ambiziosi realizzati dall'avanguardia degli anni 1920, al punto che i commentatori più entusiasti qualificarono il palazzo come "la cappella Sistina dell'arte moderna".

## Una riscoperta tardiva
Nel 1938, i fratelli Horn smisero di essere garanti e il loro successore decise di coprire le decorazioni squallide e il cui aspetto avanguardista non aveva suscitato l'adesione popolare dei strasburghesi. Furono riscoperti negli anni 1970 e classificati monumento storico nel 1985 (cine-danza e scala d'accesso all'inizio) e nel 1989 (bar come a casa e sala delle feste)

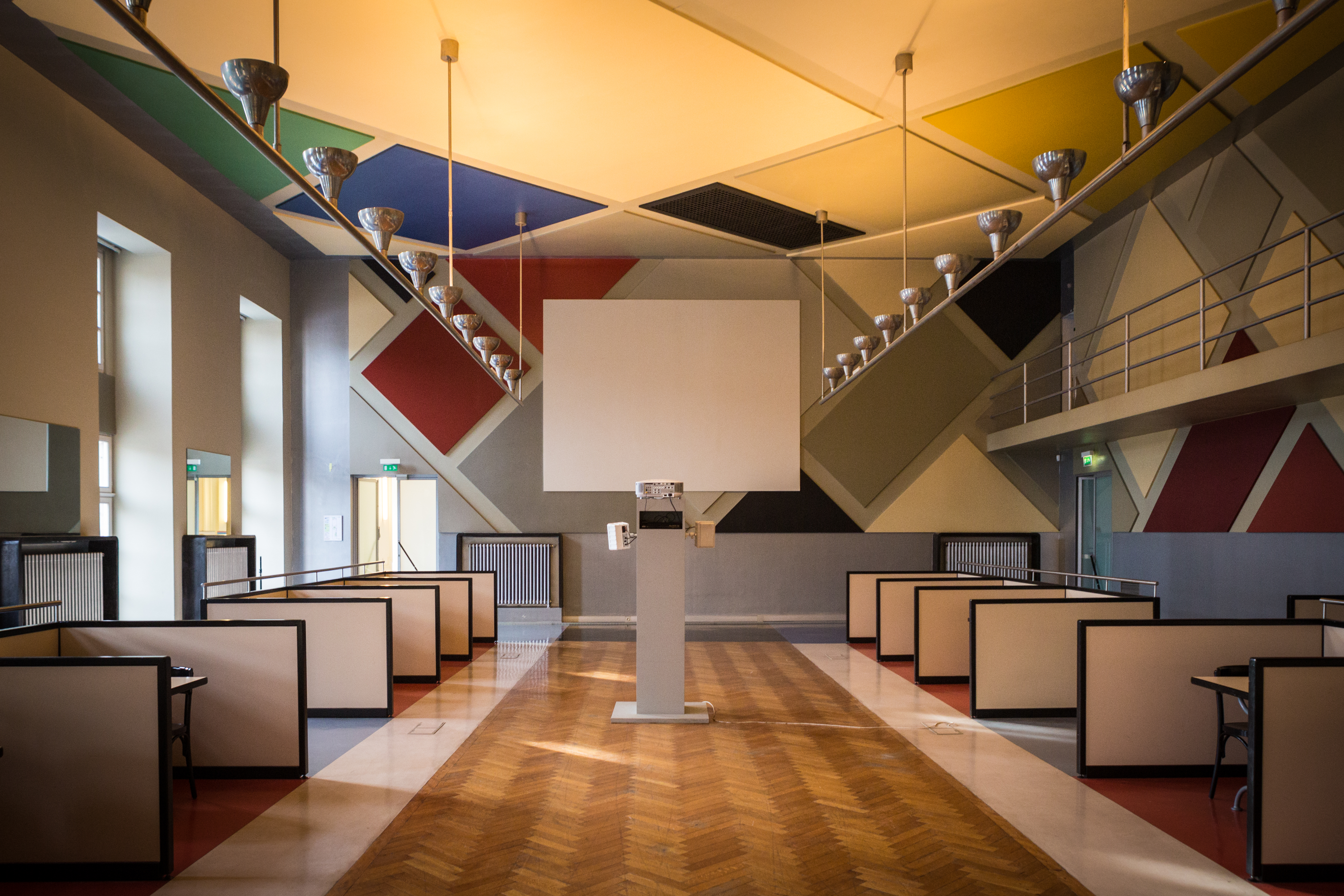
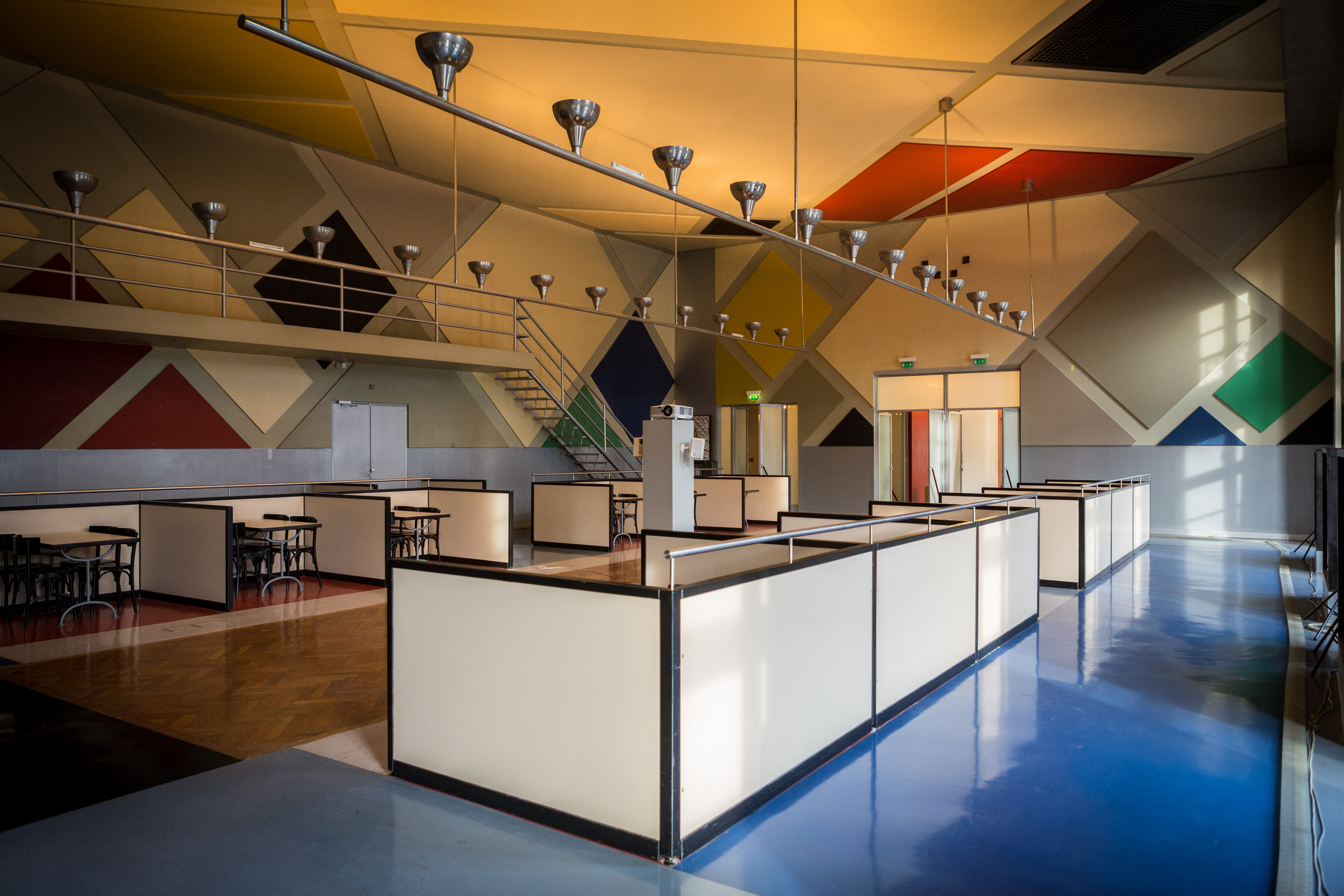
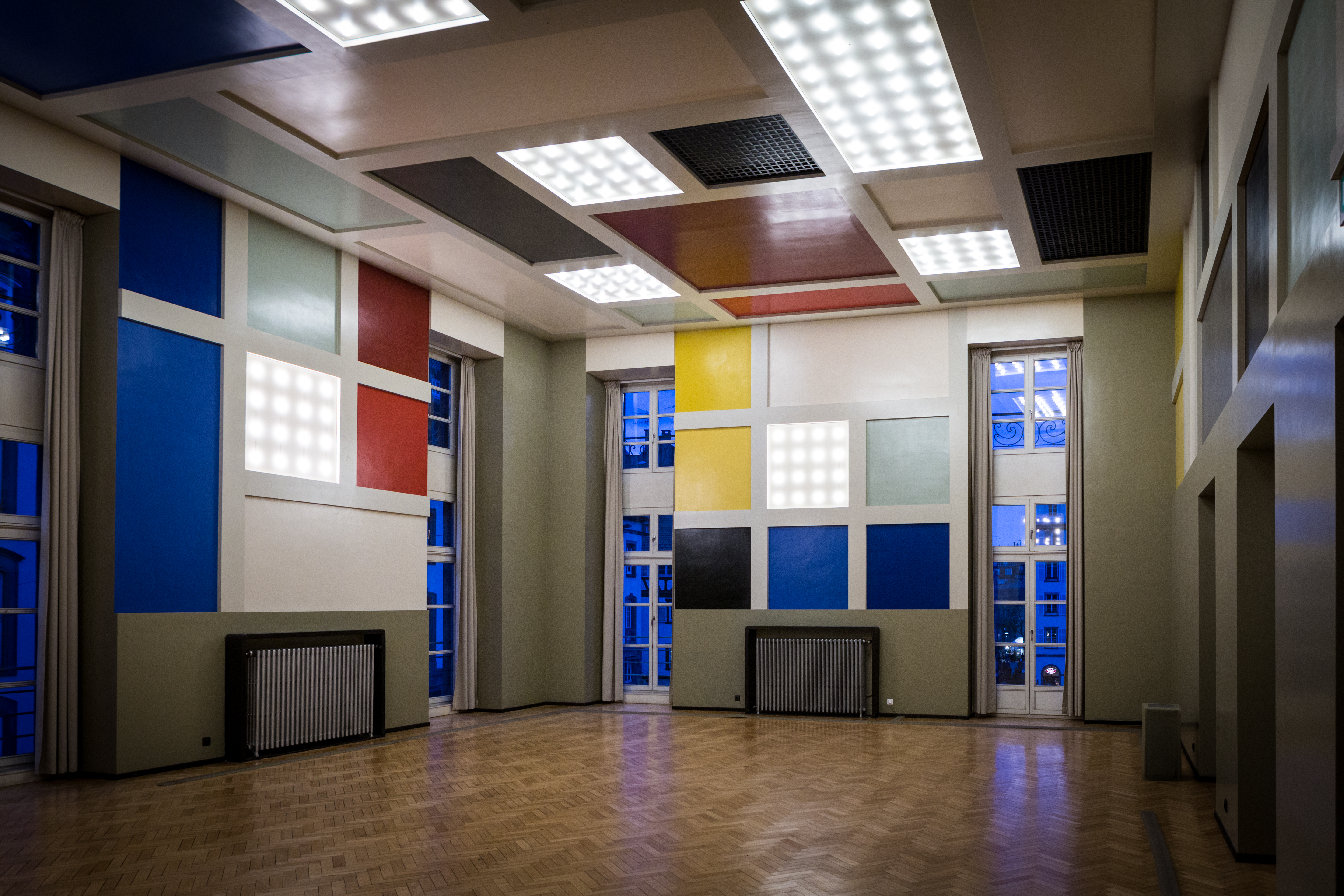
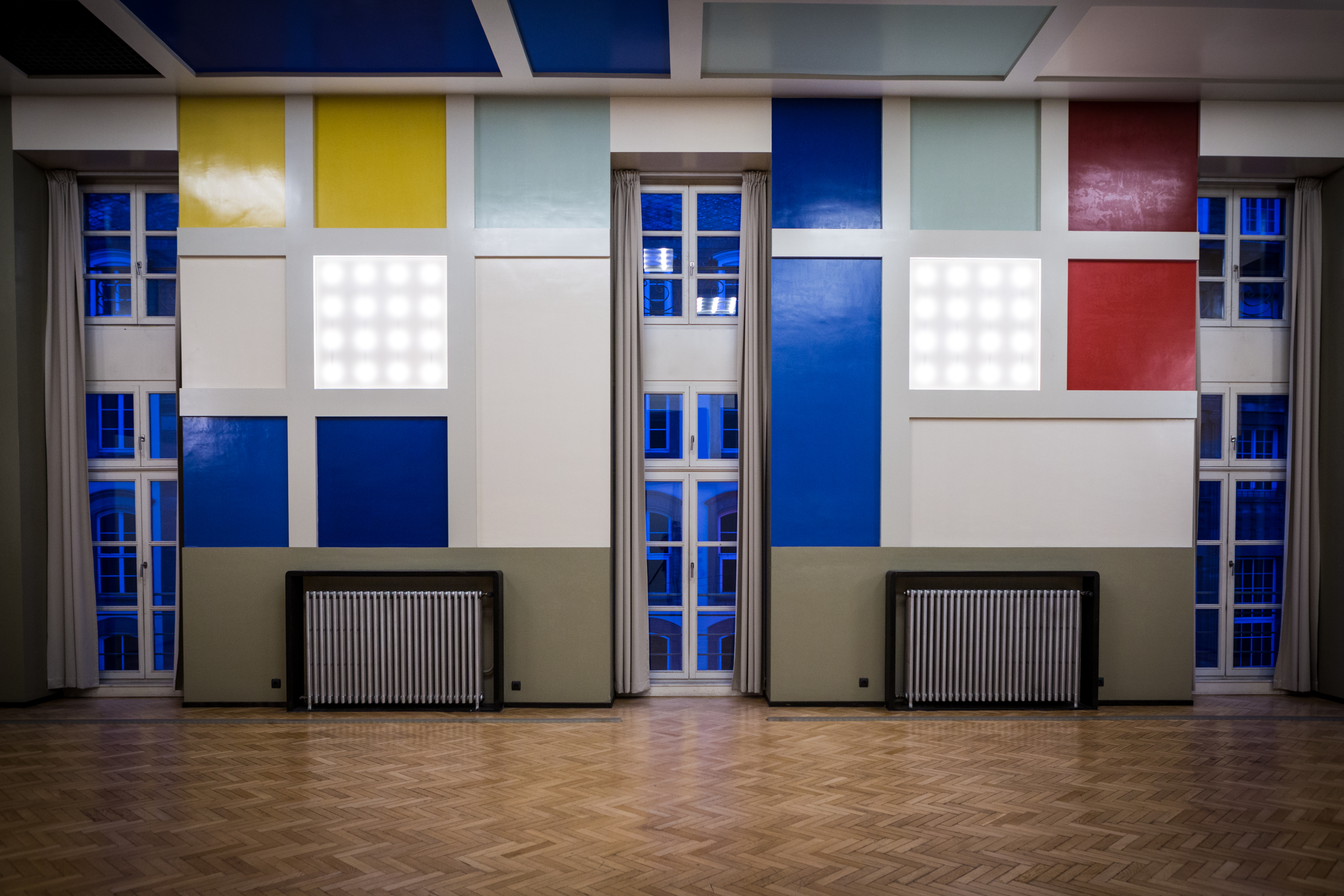

Il restauro della sala di cine-danza fu effettuata dal 1985 al 1994. Dal 2004 al 2006, una seconda campagna di restauri permise di rimettere a nuovo la scala d'accesso al primo piano, la sala delle feste e il bar di casa.
L'ala sinistra del palazzo, indipendente dalle altre, è stata trasformata in un centro commerciale, che ha aperto le sue porte nel settembre 2008.

## Visite
L'Aubette si visita gratuitamente dal mercoledì al sabato dalle 14 alle 18. Il giovedì e il venerdì mattina, per le scolaresche iscritte al Servizio educativo dei Musei.